# Лисячий острів
О́стрів Ли́сячий — ландшафтний заказник місцевого значення в Україні. Розташований у межах Світловодського району  Кіровоградської області, в акваторії Кременчуцького водосховища, на відстані 7 км від південного узбережжя. 
Площа 100 га. Створений рішенням Кіровоградської обласної ради № 81 від 06.09.2002 року. Відповідальна установа — Великоандрусівська сільська рада. 
У геоморфологічному відношенні острів являє собою останці борової тераси Дніпра — найвищих її ділянок, які підіймаються над затопленою заплавою. На острові збереглась рослинність так званих піщаних степів із своєрідним флористичним ядром. Місце зростання рідкісних рослин та їхніх угруповань — ковили дніпровської, занесеної до Червоної книги України, та козельців українських, занесених до Європейського Червоного списку. В заказнику розташовані місця гніздування червонокнижного орлана-білохвоста. З рідкісних комах тут трапляється червонокнижний джміль глинистий. Із ссавців поширені лисиця звичайна та собака єнотоподібний.